# Душара
Душара или Зу-Шара́ (араб. ذو شرى‎, греч. Δουσάρης, Dousárēs) — божество древнеарабского пантеона. Являлся верховным божеством в пантеоне государства Набатея, почитался также некоторыми племенами северной и центральной Аравии.
По-видимому, имя божества является арамеизацией арабского «Зу-Шара» («владетель Шары»). Шара — вероятно, название Петры, а также, возможно, является заменой запретного имени божества Аарра. Также отождествляется с Ороталтом, которого упоминал Геродот в числе богов, почитавшихся арабами.
Душара был богом-покровителем Петры, столицы Набатеи, и Мадаин-Салих, а также богом-громовержцем и отождествлялся с Зевсом из древнегреческого пантеона. Одновременно был богом земледелия и растительности, виноградарства и виноделия и соответствовал Дионису. Согласно древнеарабскому мифу, Душара был рождён девой-камнем. Отождествление с Дионисом и рождение от девы свидетельствуют о том, что он, по-видимому, был умирающим и воскресающим богом. Возможно, что в исламский период в Набатее Душара отождествлялся с Аллахом, но не исключено, что Аллах почитался в Набатее наряду с Душарой.
Святилище Душары в Петре включает большой храм, в центре которого находится большой чёрный кубический камень, которому приносили жертвы. Кроме того, святилище Душары, датируемое серединой I века до нашей эры, было обнаружено в порту Поццуоли на западном побережье Италии.
Почитание Душары было широко распространено среди арабских племён и после падения набатейского государства — в римский период и, возможно, уже в исламский период. Имя Душары упоминает исламский историк IX века Хишам ибн Мухаммад ал-Калби в своей «Книге идолов».